# Raimundo Durán y Obiols
Raimundo Durán y Obiols (Barcelona, 19 de diciembre de 1792-Barcelona, 20 de junio de 1858) fue un médico español.

## Biografía
Nació el 19 de diciembre de 1792 en Barcelona, hijo de Manuel Durán y Alsina, médico miembro de la Academia de Medicina de Barcelona. Estudió en el colegio tridentino de dicha ciudad y en su colegio de cirugía médica. Durante la guerra de Independencia fue militar, lo que le llevó a pasar tres años preso en Francia, donde amplió sus conocimientos. Terminó la carrera médica en Barcelona y en la Universidad de Cervera. En 1818 pasó a ser profesor interino del Hospital de la Santa Cruz y prestó relevantes servicios en la epidemia de fiebre amarilla de 1821, en la que realizó autopsias con el doctor Buenaventura Sahuc. En 1824 llegó a ser examinador interino del protomedicato y al año siguiente la plaza pasó a su propiedad; también desempeñó el cargo de catedrático interno de Clínica Médica por el Real Estudio Clínico de Barcelona hasta 1827. Más tarde, se trasladó a Madrid y llegó a ser uno de los siete facultativos que atendieron a Fernando VII en su última enfermedad en 1832. Se jubiló, ya en Barcelona, en 1854, tras haberle sido ofrecido una plaza de médico de distrito para combatir una epidemia de cólera. Falleció en Barcelona el 20 de junio de 1858 a causa de un cáncer de estómago.
Fue colaborador del periódico La Salud Pública y escribió las obras Elogio histórico de don Buenaventura Sahuc (1825) e Historia de la enfermedad de S. M. el rey don Fernando VII (1832), que fue destruida por la Corona por motivos políticos. Fue padre del abogado Manuel Durán y Bas.